# Corydalis sikkimensis
Corydalis sikkimensis är en vallmoväxtart som först beskrevs av David Prain, och fick sitt nu gällande namn av Friedrich Karl Georg Fedde. Corydalis sikkimensis ingår i släktet nunneörter, och familjen vallmoväxter. Inga underarter finns listade i Catalogue of Life.